# Acidente de autocarro na Madeira em 2019
O acidente de autocarro na Madeira em 2019 ocorreu em 17 de abril de 2019 quando um autocarro de turismo que transportava 56 pessoas, a maioria turistas da Alemanha, caiu no Caniço, na Madeira, em Portugal. Pelo menos 29 pessoas foram mortas - 18 mulheres e 11 homens - e mais 27 ficaram feridas, incluindo o motorista e um guia turístico português.
O acidente aconteceu por volta das 18h30, no horário local, com o autocarro saindo de uma estrada montanhosa e desmoronando em um aterro, chegando ao topo de uma casa.
O acidente sobrecarregou hospitais próximos e exigiu 19 ambulâncias para transportar os passageiros feridos. O primeiro-ministro português António Costa prestou condolências à chanceler alemã Angela Merkel, enquanto o presidente português Marcelo Rebelo de Sousa visitou o local do acidente. O ministro alemão das Relações Exteriores, Heiko Maas, viajou para a Madeira em 18 de abril em resposta ao acidente, acompanhado por médicos, psicólogos e funcionários consulares. Ele disse que o trabalho estava em andamento para trazer vítimas feridas para casa e identificar os mortos.